# Gene Roth
Gene Roth, nato Eugene Oliver Edgar Stutenroth (Redfield, 8 gennaio 1903 – Los Angeles, 19 luglio 1976), è stato un attore statunitense.
Ha recitato in oltre 190 film dal 1939 al 1967 ed è apparso in oltre 70 produzioni televisive dal 1949 al 1967. È stato accreditato anche con i nomi Eugene O. Roth, Eugene Roth, Eyugene Roth, Eugene Stutenroth e Gene Stutenroth.

## Biografia
Gene Roth nacque a Redfield, in Dakota del Sud, l'8 gennaio 1903. Nato Eugene Stutenroth, accorciò il suo cognome in "Roth" nel 1949.
Recitò nel 1939, non accreditato, nel film Daughter of the Tong e in televisione nell'episodio The Renegades della serie televisiva Il cavaliere solitario, andato in onda il 3 novembre 1949, nel ruolo del sergente Bolan. Interpretò poi numerosi ruoli per il cinema e per la televisione, spesso dando vita a cattivi, scagnozzi e fuorilegge, in particolare per il genere western. Non disdegnò la commedia e partecipò, sempre nel ruolo del cattivo o dell'antagonista, a diverse produzioni dei tre marmittoni. Per il piccolo schermo partecipò all'episodio Il teatro delle ombre, andato in onda in prima televisiva il 5 maggio 1961, della serie antologica Ai confini della realtà, nel ruolo di un giudice, e collezionò diverse apparizioni in ruoli secondari o come guest star.
La sua ultima apparizione sul piccolo schermo avvenne nell'episodio The Legend della serie televisiva Missione Impossibile, andato in onda l'11 febbraio 1967, che lo vede nel ruolo del generale von Cramm, mentre per il grande schermo l'ultima interpretazione risale al film Rosie! del 1967 in cui interpreta Joseph.
Morì a Los Angeles, in California, investito da un'auto, il 19 luglio 1976.

## Filmografia

### Cinema
- Donne viennesi (Merry-Go-Round), regia di Rupert Julian e, non accreditato, Erich von Stroheim (1923)
- Daughter of the Tong (1939)
- Il pilota della morte (Mercy Plane) (1939)
- Eldorado (Melody Ranch) (1940)
- Adventures of the Flying Cadets (1943)
- The Strange Death of Adolf Hitler (1943)
- Crazy House (1943)
- La croce di Lorena (The Cross of Lorraine) (1943)
- La donna ragno (The Spider Woman), regia di Roy William Neill (1944)
- The Sultan's Daughter (1944)
- Song of Russia, regia di Gregory Ratoff (1944)
- Charlie Chan in the Secret Service (1944)
- Girl in the Case (1944)
- Shake Hands with Murder (1944)
- The Hitler Gang (1944)
- The Contender (1944)
- Waterfront (1944)
- Are These Our Parents? (1944)
- Louisiana Hayride (1944)
- Raiders of Ghost City (1944)
- Il mistero delle sette porte (Seven Doors to Death) (1944)
- San Diego, ti amo (San Diego I Love You) (1944)
- Enemy of Women (1944)
- Rogues Gallery (1944)
- Gianni e Pinotto fra le educande (Here Come the Co-eds) (1945)
- See My Lawyer, regia di Edward F. Cline (1945)
- Sangue nel sogno (Strange Illusion) (1945)
- Crime, Inc. (1945)
- La schiava del Sudan (Sudan) (1945)
- The Master Key, regia di Lewis D. Collins e Ray Taylor - serial cinematografico (1945)
- Beyond the Pecos (1945)
- Bad Men of the Border (1945)
- Secret Agent X-9 (1945)
- The Shanghai Cobra (1945)
- Stairway to Light (1945)
- A Game of Death (1945)
- Il cavaliere mascherato (The Fighting Guardsman) (1946)
- Girl on the Spot (1946)
- Il figlio di Robin Hood (The Bandit of Sherwood Forest), regia di Henry Levin (1946)
- I Ring Doorbells (1946)
- Lost City of the Jungle (1946)
- Tragico destino (Her Kind of Man) (1946)
- Larceny in Her Heart (1946)
- I conquistatori (Canyon Passage), regia di Jacques Tourneur (1946)
- Society Mugs (1946)
- Strange Journey (1946)
- Gas House Kids (1946)
- Mr. Hex (1946)
- Femmina (Mr. District Attorney), regia di Robert B. Sinclair (1947)
- Il mare d'erba (The Sea of Grass), regia di Elia Kazan (1947)
- I Cover Big Town (1947)
- Il cerchio si chiude (Framed), regia di Richard Wallace (1947)
- Homesteaders of Paradise Valley (1947)
- Forza bruta (Brute Force), regia di Jules Dassin (1947)
- Il ritorno di Jess il bandito (Jesse James Rides Again) (1947)
- News Hounds (1947)
- Marshal of Cripple Creek (1947)
- Gas House Kids in Hollywood (1947)
- The Sea Hound (1947)
- La fiera delle illusioni (Nightmare Alley), regia di Edmund Goulding (1947)
- The Black Widow (1947)
- King of the Bandits (1947)
- La congiura di Barovia (Where There's Life) (1947)
- Brick Bradford (1947)
- Io non t'inganno t'amo! (I Love Trouble) (1948)
- Reaching from Heaven (1948)
- Arco di trionfo (Arch of Triumph), regia di Lewis Milestone (1948)
- Oklahoma Badlands (1948)
- L'eroica legione (The Gallant Legion) (1948)
- Feudin', Fussin' and A-Fightin' (1948)
- Superman (1948)
- Le quattro facce del West (Four Faces West) (1948)
- Un sudista del Nord (A Southern Yankee) (1948)
- Smugglers' Cove (1948)
- Adventures of Frank and Jesse James (1948)
- The Valiant Hombre (1948)
- Alaska Patrol (1949)
- Sheriff of Wichita (1949)
- The Big Sombrero (1949)
- The Last Bandit (1949)
- Il doppio segno di Zorro (Ghost of Zorro) (1949)
- I fratelli di Jess il bandito (The Younger Brothers) (1949)
- The Sickle or the Cross (1949)
- The James Brothers of Missouri (1949)
- Feudin' Rhythm (1949)
- Dunked in the Deep (1949)
- Brooklyn Buckaroos (1950)
- Trail of the Rustlers (1950)
- Colpevole di tradimento (Guilty of Treason) (1950)
- Il barone dell'Arizona (The Baron of Arizona), regia di Samuel Fuller (1950)
- Tempeste sull'Oceano Indiano (Cargo to Capetown) (1950)
- Colorado Ranger (1950)
- Hoedown (1950)
- West of the Brazos (1950)
- Federal Man (1950)
- Redwood Forest Trail (1950)
- Pirates of the High Seas (1950)
- Again... Pioneers (1950)
- Slaphappy Sleuths (1950)
- Chicago Calling (1951)
- Obiettivo x (Target Unknown) (1951)
- Tutto per tutto (Inside Straight) (1951)
- I lancieri del Dakota (Oh! Susanna) (1951)
- Il ratto delle zitelle (The Lemon Drop Kid) (1951)
- Don Daredevil Rides Again (1951)
- The Hoodlum, regia di Max Nosseck (1951)
- Gli uomini perdonano (Tomorrow Is Another Day) (1951)
- Mysterious Island (1951)
- Donne verso l'ignoto (Westward the Women) (1951)
- Captain Video, Master of the Stratosphere (1951)
- Operazione Cicero (5 Fingers), regia di Joseph L. Mankiewicz (1952)
- Gli ammutinati dell'Atlantico (Mutiny) (1952)
- Carabina Williams (Carbine Williams) (1952)
- Red Planet Mars (1952)
- Gold Fever (1952)
- Red Snow (1952)
- Fargo - La valle dei desperados (Fargo) (1952)
- La regina dei desperados (Montana Belle) (1952)
- Blue Canadian Rockies (1952)
- The Maverick (1952)
- Navi senza ritorno (Prince of Pirates) (1953)
- Chiamatemi Madame (Call Me Madam) (1953)
- Le ore sono contate (Count the Hours) (1953)
- Straniero in patria (Jack McCall Desperado) (1953)
- The Lost Planet (1953)
- The Farmer Takes a Wife (1953)
- The Great Adventures of Captain Kidd (1953)
- Notturno selvaggio (The Moonlighter) (1953)
- Non sparare, baciami! (Calamity Jane) (1953)
- Crazylegs (1953)
- Nei mari dell'Alaska (Alaska Seas) (1954)
- Duffy of San Quentin (1954)
- Il principe coraggioso (Prince Valiant), regia di Henry Hathaway (1954)
- Gunfighters of the Northwest (1954)
- La campana ha suonato (Silver Lode) (1954)
- Sette spose per sette fratelli (Seven Brides for Seven Brothers), regia di Stanley Donen (1954)
- Désirée, regia di Henry Koster (1954)
- Port of Hell (1954)
- The Steel Cage (1954)
- Panther Girl of the Kongo (1955)
- Annibale e la vestale (Jupiter's Darling), regia di George Sidney (1955)
- Oltre il destino (Interrupted Melody) (1955)
- Lucy Gallant (1955)
- Lady Godiva (Lady Godiva of Coventry) (1955)
- The Go-Getter (1956)
- Wetbacks (1956)
- Hot Stuff (1956)
- I trafficanti di Hong Kong (Flight to Hong Kong) (1956)
- La legge del Signore (Friendly Persuasion), regia di William Wyler (1956)
- Running Target (1956)
- Commotion on the Ocean (1956)
- Una pistola tranquilla (The Quiet Gun) (1957)
- L'alibi sotto la neve (Nightfall) (1957)
- Il pistolero dell'Utah (Utah Blaine) (1957)
- La vera storia di Jess il bandito (The True Story of Jesse James) (1957)
- Il segreto di Mora Tau (Zombies of Mora Tau) (1957)
- God Is My Partner (1957)
- Il pilota razzo e la bella siberiana (Jet Pilot), regia di Josef von Sternberg (1957)
- Rockabilly Baby (1957)
- Outer Space Jitters (1957)
- She Demons (1958)
- Quiz Whizz (1958)
- I giovani leoni (The Young Lions), regia di Edward Dmytryk (1958)
- Pies and Guys (1958)
- La vendetta del ragno nero (Earth vs. the Spider) (1958)
- Non voglio morire (I Want to Live!) (1958)
- Alaska Passage (1959)
- La rapina (The Rebel Set) (1959)
- The Miracle of the Hills (1959)
- L'angelo azzurro (The Blue Angel) (1959)
- Attack of the Giant Leeches (1959)
- Il ritorno dell'assassino (Jet Over the Atlantic) (1959)
- Cafè Europa (G.I. Blues) (1960)
- Delitto del faro (Tormented) (1960)
- Cimarron (1960)
- Atlantide continente perduto (Atlantis, the Lost Continent) (1961)
- La spia in nero (The Cat Burglar) (1961)
- Ada Dallas (Ada) (1961)
- Tre oriundi contro Ercole (The Three Stooges Meet Hercules) (1962)
- Avventura nella fantasia (The Wonderful World of the Brothers Grimm) (1962)
- Stagecoach to Dancers' Rock (1962)
- La torre di Londra (Tower of London) (1962)
- La conquista del West (How the West Was Won) (1962)
- Una fidanzata per papà (The Courtship of Eddie's Father), regia di Vincente Minnelli (1963)
- L'esperimento del dott. Zagros (Twice-Told Tales) (1963)
- Intrigo a Stoccolma (The Prize), regia di Mark Robson (1963)
- L'amaro sapore del potere (The Best Man) (1964)
- I due seduttori (Bedtime Story) (1964)
- La doppia vita di Sylvia West (Sylvia) (1965)
- La più grande storia mai raccontata (The Greatest Story Ever Told), regia di George Stevens (1965)
- Io sono Dillinger (Young Dillinger) (1965)
- Il sipario strappato (Torn Curtain), regia di Alfred Hitchcock (1966)
- Rosie! (1967)

### Televisione
- Dick Tracy – serie TV, 4 episodi (1950)
- Mio padre, il signor preside (The Stu Erwin Show) – serie TV, 2 episodi (1950-1951)
- The Amos 'n Andy Show – serie TV, un episodio (1951)
- Le inchieste di Boston Blackie (Boston Blackie) – serie TV, episodio 1x10 (1951)
- Space Patrol – serie TV, 2 episodi (1953)
- McCoy of Abilene – film TV (1953)
- The Pepsi-Cola Playhouse – serie TV, un episodio (1953)
- Passport to Danger – serie TV, un episodio (1954)
- The Public Defender – serie TV, un episodio (1954)
- Le avventure di Jet Jackson (Captain Midnight) – serie TV, episodio 1x07 (1954)
- Climax! – serie TV, episodio 1x03 (1954)
- Il cavaliere solitario (The Lone Ranger) – serie TV, 7 episodi (1949-1954)
- Stories of the Century – serie TV, 2 episodi (1954-1955)
- Cavalcade of America – serie TV, un episodio (1955)
- TV Reader's Digest – serie TV, episodio 1x15 (1955)
- So This Is Hollywood – serie TV, un episodio (1955)
- Treasury Men in Action – serie TV, un episodio (1955)
- Roy Rogers (The Roy Rogers Show) – serie TV, un episodio (1955)
- Crossroads – serie TV, episodio 1x09 (1955)
- I Led 3 Lives – serie TV, un episodio (1956)
- The Ford Television Theatre – serie TV, un episodio (1956)
- Sky King – serie TV, 3 episodi (1952-1956)
- Cisco Kid (The Cisco Kid) – serie TV, un episodio (1956)
- You Are There – serie TV, un episodio (1956)
- The Man Called X – serie TV, un episodio (1956)
- Scienza e fantasia (Science Fiction Theatre) – serie TV, episodi 2x01-2x06-2x11 (1956)
- Playhouse 90 – serie TV, un episodio (1956)
- The Life of Riley – serie TV, 2 episodi (1955-1957)
- Harbor Command – serie TV, episodio 1x02 (1957)
- Il sergente Preston (Sergeant Preston of the Yukon) – serie TV, 2 episodi (1956-1957)
- Telephone Time – serie TV, 2 episodi (1957)
- 26 Men – serie TV, episodio 1x10 (1957)
- The Millionaire – serie TV, un episodio (1958)
- L'uomo ombra (The Thin Man) – serie TV, episodio 1x15 (1958)
- I racconti del West (Zane Grey Theater) – serie TV, un episodio (1958)
- Suspicion – serie TV, un episodio (1958)
- The Court of Last Resort – serie TV, episodi 1x02-1x19 (1957-1958)
- La pattuglia della strada (Highway Patrol) – serie TV, 4 episodi (1956-1958)
- Avventure in fondo al mare (Sea Hunt) – serie TV, un episodio (1958)
- Target – serie TV, episodi 1x03-1x25 (1958)
- Behind Closed Doors – serie TV, un episodio (1958)
- Dragnet – serie TV, un episodio (1958)
- Flight – serie TV, episodio 1x31 (1958)
- The Restless Gun – serie TV, episodi 1x22-2x07 (1958)
- Il tenente Ballinger (M Squad) – serie TV, un episodio (1959)
- General Electric Theater – serie TV, 3 episodi (1958-1959)
- Tightrope – serie TV, episodio 1x13 (1959)
- Tombstone Territory – serie TV, 4 episodi (1957-1959)
- Bronco – serie TV, un episodio (1960)
- Have Gun - Will Travel – serie TV, 3 episodi (1957-1960)
- Bat Masterson – serie TV, 3 episodi (1959-1960)
- Assignment: Underwater – serie TV, un episodio (1960)
- Le leggendarie imprese di Wyatt Earp (The Life and Legend of Wyatt Earp) – serie TV, 2 episodi (1959-1961)
- The Tall Man – serie TV, un episodio (1961)
- Bachelor Father – serie TV, un episodio (1961)
- Ai confini della realtà (The Twilight Zone) – serie TV, un episodio (1961)
- The Asphalt Jungle – serie TV, un episodio (1961)
- Lock Up – serie TV, 2 episodi (1960-1961)
- Whispering Smith – serie TV, episodio 1x24 (1961)
- Ripcord – serie TV, episodio 1x19 (1962)
- Carovane verso il west (Wagon Train) – serie TV, 3 episodi (1960-1962)
- Tales of Wells Fargo – serie TV, 6 episodi (1958-1962)
- 87ª squadra (87th Precinct) – serie TV, un episodio (1962)
- Lawman – serie TV, 2 episodi (1960-1962)
- Bonanza – serie TV, episodio 4x04 (1962)
- Cheyenne – serie TV, 4 episodi (1957-1962)
- Gli intoccabili (The Untouchables) – serie TV, 5 episodi (1960-1963)
- Dakota (The Dakotas) – serie TV, episodio 1x10 (1963)
- Laramie – serie TV, 3 episodi (1960-1963)
- Io e i miei tre figli (My Three Sons) – serie TV, episodio 4x12 (1963)
- The Crisis (Kraft Suspense Theatre) – serie TV, un episodio (1964)
- The Greatest Show on Earth – serie TV, episodio 1x26 (1964)
- Gli uomini della prateria (Rawhide) – serie TV, un episodio (1964)
- Ben Casey – serie TV, episodio 4x08 (1964)
- Death Valley Days – serie TV, 2 episodi (1959-1965)
- Organizzazione U.N.C.L.E. (The Man from U.N.C.L.E.) – serie TV, 3 episodi (1964-1966)
- Missione Impossibile (Mission: Impossible) – serie TV, un episodio (1967)